# Nordwesttunnel

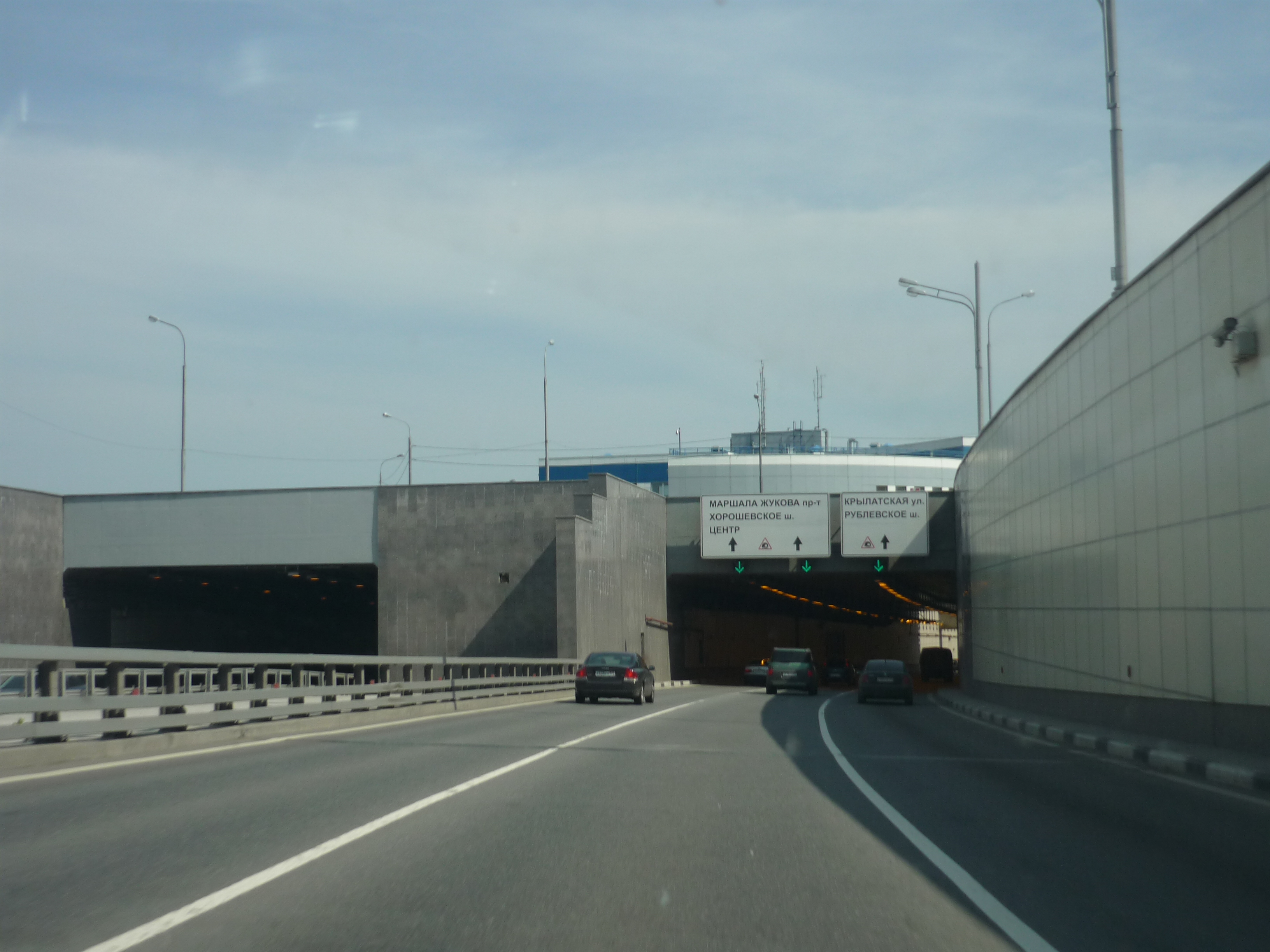
Einfahrt in den Tunnel Richtung stadteinwärts

Der Nordwesttunnel (russisch Северо-западный тоннель/ Sewero-sapadny tonnel) ist ein 3,25 Kilometer langer Verkehrstunnel in der russischen Hauptstadt Moskau. Er wurde im Januar 2008 in Betrieb genommen.
Der Tunnel liegt nördlich des Stadtteils Krylatskoje und verläuft unter einem Waldgebiet. Er hat insgesamt zwei Ebenen mit je zwei Röhren. Die höhere Ebene ist für den Autoverkehr auf der zeitgleich neu errichteten Autobahnstrecke (zu welcher auch die wenige Hundert Meter östlich des Tunnels errichtete Schiwopisny-Brücke über die Moskwa gehört) bestimmt, auf der unteren Ebene verkehren U-Bahnen. Der Abschnitt des U-Bahn-Tunnels innerhalb des Nordwesttunnels ist Teil einer Neubaustrecke der Arbatsko-Pokrowskaja-Linie, die am 7. Januar 2008 in Betrieb genommen wurde. Zwischen den Tunnelröhren ist für technische Zwecke sowie eventuelle Fluchtmöglichkeiten eine weitere Röhre von sechs Meter Durchmesser vorgesehen. Die Hauptröhren sind jeweils 3250 Meter lang einschließlich der Rampen und haben einen Durchmesser von je 13,75 Meter.